# Muş
Muş je město v Turecku, hlavní město stejnojmenné provincie ve Východní Anatolii. V roce 2009 zde žilo 72 774 obyvatel. Město bylo založeno v arménském království Urartu, nicméně dnes již ve městě nejsou v podstatě žádné pozůstatky arménské historie. Většinu populace tvoří Kurdové.